# 3353 Jarvis
3353 Jarvis је астероид. Приближан пречник астероида је 9,72 ,
а средња удаљеност астероида од Сунца износи 1,862 астрономских јединица (АЈ).
Инклинација (нагиб) орбите у односу на раван еклиптике је 21,805 степени, а орбитални период износи 928,663 дана (2,542 године). Ексцентрицитет орбите астероида износи 0,084.
Апсолутна магнитуда астероида износи 13,50 а геометријски албедо 0,074.
Астероид је откривен 20. децембра 1981. године.